# Успантекский язык
Успантекский язык (успантек, успантеко) — один из майяских языков. Распространён в муниципалитетах Успантан и Плайя-Гранде в гватемальском департаменте Киче. Число носителей составляет около 5 тысяч человек. Это один из трёх майяских языков, развивших тональную систему (другие два: юкатекский и цоцильский), различают высокий и низкий тон гласных. Наиболее близкородственный язык — киче.
Алфавит на латинской основе: A a, B b, C c, C' c', Ch ch, Ch' ch', E e, I i, J j, K k, K' k', L l, M m, N n, O o, P p, Qu qu, Q’u q’u, R r, S s, T t, T' t', Tz tz, Tz' tz', U u, W w, X x, Y y, '.